# 唐時明
唐時明（？—1643年），字尔极，河南承宣佈政使司固始縣人。明朝解元、政治人物。

## 生平
明神宗萬曆四十六年（1618年），中式戊午科河南鄉試第一名舉人（解元）。崇祯年间，为长垣教谕。又由国子学正累官凤翔府知府。崇祯十六年，李自成军克凤翔，唐时明被俘，牛金星劝降，唐时明不听。押赴西安经过兴平，乘机自缢死。

## 延伸阅读
[在维基数据编辑]
 《明史卷二百九十四》，出自《明史》